# Bítouchov
Bítouchov är en ort i Tjeckien.   Den ligger i regionen Mellersta Böhmen, i den centrala delen av landet, 50 km nordost om huvudstaden Prag. Bítouchov ligger 280 meter över havet och antalet invånare är 289.
Terrängen runt Bítouchov är platt.Runt Bítouchov är det tätbefolkat, med 550 invånare per kvadratkilometer. Närmaste större samhälle är Mladá Boleslav, 7,2 km söder om Bítouchov. Trakten runt Bítouchov består till största delen av jordbruksmark.